# Riječani (gmina Nikšić)
Riječani (cyr. Ријечани) – wieś w Czarnogórze, w gminie Nikšić. W 2011 roku liczyła 39 mieszkańców.